# 下野毛
下野毛（しものげ）は、神奈川県川崎市高津区の地名。現行行政地名は下野毛1丁目から下野毛3丁目。住居表示実施済区域。

## 地理
高津区の東部に位置し、西に北見方、多摩川を挟んで北に東京都世田谷区野毛、東と南に中原区宮内と接している。

## 歴史

### 沿革
- 1937年（昭和12年）4月1日 - 橘樹郡高津町が川崎市に編入。川崎市下野毛となる。
- 1972年（昭和47年）4月1日 - 川崎市が政令指定都市に指定され、高津区が設立。川崎市高津区下野毛となる。
- 1990年（平成2年）2月26日 - 住居表示の実施に伴い、下野毛が廃止され、下野毛1丁目から下野毛3丁目を新設する[5][6]。

## 世帯数と人口
2025年（令和7年）6月30日現在（川崎市発表）の世帯数と人口は以下の通りである。
| 丁目        | 世帯数    | 人口    |
| ----------- | --------- | ------- |
| 下野毛1丁目 | 724世帯   | 1,328人 |
| 下野毛2丁目 | 610世帯   | 1,131人 |
| 下野毛3丁目 | 880世帯   | 1,880人 |
| 計          | 2,214世帯 | 4,339人 |

### 人口の変遷
国勢調査による人口の推移。
| 年                 | 人口  |
| ------------------ | ----- |
| 1995年（平成7年）  | 3,517 |
| 2000年（平成12年） | 3,619 |
| 2005年（平成17年） | 3,716 |
| 2010年（平成22年） | 3,719 |
| 2015年（平成27年） | 4,023 |
| 2020年（令和2年）  | 3,938 |

### 世帯数の変遷
国勢調査による世帯数の推移。
| 年                 | 世帯数 |
| ------------------ | ------ |
| 1995年（平成7年）  | 1,417  |
| 2000年（平成12年） | 1,394  |
| 2005年（平成17年） | 1,535  |
| 2010年（平成22年） | 1,601  |
| 2015年（平成27年） | 1,780  |
| 2020年（令和2年）  | 1,797  |

## 学区
市立小・中学校に通う場合、学区は以下の通りとなる（2024年3月時点）。
| 丁目        | 番・番地等 | 小学校               | 中学校               |
| ----------- | ---------- | -------------------- | -------------------- |
| 下野毛1丁目 | 全域       | 川崎市立東高津小学校 | 川崎市立東高津中学校 |
| 下野毛2丁目 | 全域       | 川崎市立東高津小学校 | 川崎市立東高津中学校 |
| 下野毛3丁目 | 全域       | 川崎市立東高津小学校 | 川崎市立東高津中学校 |

※下野毛3丁目は隣接する川崎市立宮内小学校も選択可

## 事業所
2021年（令和3年）現在の経済センサス調査による事業所数と従業員数は以下の通りである。
| 丁目        | 事業所数  | 従業員数 |
| ----------- | --------- | -------- |
| 下野毛1丁目 | 53事業所  | 616人    |
| 下野毛2丁目 | 30事業所  | 1,237人  |
| 下野毛3丁目 | 68事業所  | 626人    |
| 計          | 151事業所 | 2,479人  |

### 事業者数の変遷
経済センサスによる事業所数の推移。
| 年                 | 事業者数 |
| ------------------ | -------- |
| 2016年（平成28年） | 187      |
| 2021年（令和3年）  | 151      |

### 従業員数の変遷
経済センサスによる従業員数の推移。
| 年                 | 従業員数 |
| ------------------ | -------- |
| 2016年（平成28年） | 2,666    |
| 2021年（令和3年）  | 2,479    |

## 施設
- キヤノン 玉川事業所[17]

## その他

### 日本郵便
- 郵便番号 : 213-0006[3]（集配局 : 高津郵便局[18]）

### 警察
町内の警察の管轄区域は以下の通りである。
| 丁目        | 番・番地等 | 警察署     | 交番・駐在所 |
| ----------- | ---------- | ---------- | ------------ |
| 下野毛1丁目 | 全域       | 高津警察署 | 北見方交番   |
| 下野毛2丁目 | 全域       | 高津警察署 | 北見方交番   |
| 下野毛3丁目 | 全域       | 高津警察署 | 北見方交番   |